# Émile Cambessedès
Émile Cambessedès (* 24. November 1826 in Cologny; † 24. November 1891 in Genf, heimatberechtigt in Genf) war ein Schweizer Politiker.

## Biografie
Cambessedès besuchte wahrscheinlich die Mittelschule und war dann von 1850 bis 1856 Primarlehrer in Cologny. Anschliessend war er von 1856 bis 1869 Generalinspektor der Genfer Primarschulen.
Er hatte von 1858 bis 1862, von 1868 bis 1878 und von 1880 bis 1882 Einsitz im Grossen Rat des Kantons Genf und vertrat dort radikale Ansichten. Von 1870 bis 1881 war Cambessedès im Genfer Staatsrat und stand dort dem Departement für Inneres und Kultusangelegenheiten vor, und zwar auf dem Höhepunkt des Kulturkampfs. Zwei Jahre nach seiner Wahl in die Genfer Regierung wurde er 1872 in den Ständerat gewählt und hatte dort bis 1875 Einsitz.
Ferner war Cambessedès von 1881 bis 1882 Direktor der Genfer Hypothekarkasse und war ab 1882 bis zu seinem Tod Leiter des städtischen Steuerwesens. Zudem war er Mitglied des Institut national genevois.